# Острівецька сільська рада (Теребовлянський район)
Остріве́цька сільська́ ра́да — адміністративно-територіальна одиниця та орган місцевого самоврядування в Теребовлянському районі Тернопільської області. Адміністративний центр — село Острівець.

## Загальні відомості
- Острівецька сільська рада утворена в 1939 році.
- Територія ради: 3,949 км²
- Населення ради: 1 600 осіб (станом на 2001 рік)
- Територією ради протікає річка Серет.

## Населені пункти
Сільській раді підпорядковані населені пункти:
- с. Острівець
- с. Гумниська
- с. Застіноче

## Склад ради
Рада складається з 16 депутатів та голови.
- Голова ради: Турчак Михайло Ілярович
- Секретар ради: Дика Галина Євгенівна

### Керівний склад попередніх скликань
| Прізвище, ім'я, по батькові | Основні відомості                                                         | Дата обрання | Дата звільнення |
| --------------------------- | ------------------------------------------------------------------------- | ------------ | --------------- |
| Трусь Олімп Адамович        | Сільський голова, 1960 року народження, член Української Народної Партії  | 26.03.2006   | 01.03.2007      |
| Заяць Петро Іванович        | Сільський голова, 1949 року народження, безпартійний                      | 29.07.2007   | 31.10.2010      |
| Турчак Михайло Ілярович     | Сільський голова, 1965 року народження, освіта вища, член Народної партії | 31.10.2010   |                 |

Примітка: таблиця складена за даними сайту Верховної Ради України

### Депутати
За результатами місцевих виборів 2010 року депутатами ради стали:

#### За суб'єктами висування
| Суб'єкт висування         | Кількість обраних депутатів | %    |
| ------------------------- | --------------------------- | ---- |
| Самовисування             | 15                          | 93,8 |
| Українська Народна Партія | 1                           | 6,3  |

#### За округами
| № округу                  | Прізвище, ім'я, по батькові     | Дата визнання обраним | Освіта             | Партійна приналежність | Відомості про обраного депутата                    |
| ------------------------- | ------------------------------- | --------------------- | ------------------ | ---------------------- | -------------------------------------------------- |
| Українська Народна Партія |                                 |                       |                    |                        |                                                    |
| 12                        | Чіп Андрій Романович            | 02.11.2010            | середня            | позапартійний          | Теребовлянська лабораторія, лаборант               |
| Самовисування             |                                 |                       |                    |                        |                                                    |
| 1                         | Щигельський Володимир Адамович  | 02.11.2010            | середня            | позапартійний          | пенсіонер                                          |
| 2                         | Борецький Володимир Олексійович | 02.11.2010            | середня            | позапартійний          | тимчасово не працює                                |
| 3                         | Крепич Ольга Федорівна          | 02.11.2010            | середня спеціальна | позапартійна           | Острівецька сільська рада, начальник ВОС           |
| 4                         | Яворський Олег Володимирович    | 02.11.2010            | вища               | позапартійний          | тимчасово не працює                                |
| 5                         | Дика Галина Євгенівна           | 02.11.2010            | вища               | позапартійна           | Острівецька сільська рада, секретар                |
| 6                         | Цаплап Андрій Андрійович        | 02.11.2010            | середня            | позапартійний          | пенсіонер                                          |
| 7                         | Вітвіцький Михайло Мар'янович   | 02.11.2010            | вища               | позапартійний          | ПАП «Земледар», директор                           |
| 8                         | Ковалишин Андрій Богданович     | 02.11.2010            | вища               | позапартійний          | тимчасово не працює                                |
| 9                         | Курочка Микола Омельянович      | 02.11.2010            | середня спеціальна | позапартійний          | тимчасово не працює                                |
| 10                        | Заяць Євген Іванович            | 02.11.2010            | вища               | позапартійний          | ПАП «Земледар», агроном                            |
| 11                        | Заборний Роман Васильович       | 02.11.2010            | середня            | позапартійний          | приватний підприємець                              |
| 13                        | Ковалишин Наталія Мирославівна  | 02.11.2010            | середня            | позапартійна           | Острівецька бібліотека, бібліотека                 |
| 14                        | Андрусевич Володимир Михайлович | 02.11.2010            | середня            | позапартійний          | ОПП Острівецьке, заступник директора               |
| 15                        | Гриньків Іван Степанович        | 02.11.2010            | вища               | позапартійний          | Інспекція техдержнагляду, головний інспектор       |
| 16                        | Сороцький Ярослав Володимирович | 02.11.2010            | вища               | позапартійний          | Гумниська загальноосвітня школа І-ІІ ст., директор |